# Matálam
Matálam es un municipio filipino de primera categoría, situado al sur de la isla de Mindanao. Forma parte de  la provincia de Cotabato del Norte situada en la Región Administrativa de Soccsksargen también denominada Región XII. 
Para las elecciones está encuadrado en el Tercer Distrito Electoral de esta provincia.

## Barrios
El municipio se divide, a los efectos administrativos, en 34 barangayes o barrios, conforme a la siguiente relación:
| - Nuevo Alimodian - Arakan - Bangbang - Bato - Malamote, 2 barrios - Dalapitán | - Estado - Ilian - Kabulacán - Kibia - Kibudoc - Kidama | - Kilada - Lampayan - Latagan - Linao - Manubuan - Manupal | - Marbel - Minamaing - Natutungan - Nueva Bugasong - Nueva Pandan - Patadon West | - Población - Salvación - Santa María - Sarayan - Taculen - Taguranao | - Tamped o Tampad - Nueva Abra - Pinamatón |  |